# مزايا مالية شخصية للخدمة العسكرية
هناك العديد من المزايا المالية الشخصية للخدمة العسكرية.  وتكون بعضها أمورًا تخص السياسة العامة التي تقرها الحكومات، في حين تصدر بعضها الآخر الشركات أو المنظمات من تلقاء نفسها.  ففي كندا على سبيل المثال، بدءًا من عام 2004، يحق لأفراد القوات المسلحة الكندية عند القيام بعمليات ذات خطورة عالية أو متوسطة الحصول على إعفاء ضريبي على أول 6089 دولار كندي يحصلون عليه في الشهر..
وفي الولايات المتحدة، يستطيع الأفراد العاملون في القوات النظامية الأمريكية وجنود الاحتياط والجنود المتقاعدون وذووهم التسوق في محلات بايز إكستشانج والتي يشار إليها أيضًا باسم «بوست إكستشانج» في منشآت الجيش.  حيث تقوم هذه المحال ببيع البضائع الاستهلاكية وتقديم خدمات أخرى، وتكون معظم هذه البضائع (ولكن ليس جميعها) معفيةً من الضرائب المحلية على المبيعات أو ضريبة القيمة المضافة. كما تقوم هذه المحال أيضًا بمد أفراد الجيش العاملين خارج حدود الولايات المتحدة بالبنزين للاستخدام الشخصي وذلك بأسعارٍ تقارب أسعار البيع في الولايات المتحدة نفسها، وعادةً ما يتم ذلك بصورةٍ منظمةٍ ومقننة؛ حيث إنَّ أسعار الوقود في البلاد الأجنبية التي تحتوي على قواعد عسكرية أمريكية عادةً ما تكون أعلى بكثيرٍ بسبب الضرائب المحلية المفروضة عليها.
ويحق لأفراد الجيش البريطاني التعامل مع  مؤسسة البحرية والجيش والقوات الجوية البريطانية (نافي) (NAAFI) والتي تبيع البضائع للعسكريين وذويهم.
وتقدم قوات الدفاع الأسترالية خدمة بطاقات ائتمان متميزة لأفرادها تُدعى ديف كوم (DefCom)، وهي بطاقات مُصمَمة لإعطاء أفراد القوات الدفاعية وأسرهم والأفراد المتقاعدين الفرصة لشراء الكثير من البضائع والخدمات بخصوماتٍ على الأسعار.